# سيلينة مهملة
السيلينة المهملة (باللاتينية: Silene neglecta) نوع نباتي يتبع جنس السيلينة من الفصيلة القرنفلية.

## الموئل والانتشار
موطنها المغرب العربي وإيطاليا وفرنسا وإسبانيا.

## مرادفات للاسم العلمي
- (باللاتينية: Silene reflexa sensu Coste)
- (باللاتينية: Silene nocturna subsp. neglecta (Ten.) Arcang.)